# Gerulf Herzog
Gerulf Herzog (* 2. Juni 1936 in Mainz; † 11. Juli 2020) war ein deutscher Kommunalpolitiker (CDU).

## Leben und Beruf
Nach dem Besuch des Neusprachlichen Gymnasiums in Oppenheim und dem am 28. Februar 1956 abgelegten Abitur studierte Herzog an der Technischen Universität Darmstadt Elektrotechnik, Nachrichtentechnik und schloss das Studium am 26. Oktober 1961 als Diplom-Ingenieur ab. Nach einer Referendarzeit bei der Deutschen Bundespost legte Herzog am 18. Januar 1964 seine Große Staatsprüfung als Bauassessor ab. Vom 1. März 1964 bis zum 31. März 1973 war er als Referent für Vermittlungstechnik, für Öffentlichkeits- und Pressearbeit und für die Ausbildung von Fachhochschul- und Hochschulabsolventen tätig. Am 1. Februar 1967 wurde Herzog zum Postrat, am 19. Juni 1979 zum Oberpostrat und am 6. November 1972 zum Oberpostdirektor ernannt. Im Jahre 1968 als Gutachter vorübergehend in Indonesien tätig. In den Jahren 1972/1973 war er als Berater bei der DATEL GmbH von der Deutschen Bundespost abgeordnet. Mehrere Veröffentlichungen über Fernmeldetechnik folgten. Herzog war Dozent an der Hessischen Verwaltungsfachhochschule für Baurecht und Bauwesen, ebenso bei der Konrad-Adenauer-Stiftung und bei der Hessischen Akademie für Kommunalpolitik. Gleichzeitig war Herzog bei fünf Sparkassen Verwaltungsratsvorsitzender. Herzog veröffentlichte verschiedene Beiträge über Kommunal- und Strukturpolitik. Von 1997 bis 1999 war er als Geschäftsführer beim Stifterverband für die Deutsche Wissenschaft tätig. Herzog leitete ein eigenes Beratungsunternehmen und ist als Geschäftsführer der Firma RCS Im- und Export, Industriemontagen GmbH tätig. Von 1999 bis 2004 war er Mitglied des Vorstandes Regional Mittelhessen der Arbeitsgemeinschaft Selbständiger Unternehmer e. V.
In den 2000er-Jahren war er Autor von Veröffentlichungen über geschichtliche Ereignisse in der Region Rheinhessen.

## Politik
Am 1. Februar 1973 wurde Herzog zum Bürgermeister der Stadt Grünberg gewählt. In dieser Zeit wurden die Altstadtsanierung, die Infrastruktur und die Gewerbeansiedlung durch Herzog forciert. Vom 1. Februar 1980 bis zum 16. Januar 1985 war er Hauptamtlicher Erster Kreisbeigeordneter mit dem Sachbereich Finanzen, Baurecht und Bauwesen, Vermessungs- und Katasterwesen. Ab dem 16. Januar 1985 war Herzog Landrat im Vogelsbergkreis und ab 31. Oktober 1985 bis zum 15. Oktober 1991 Landrat des Landkreises Mainz-Bingen.